# Iason
Iason (în greacă: Ιάσων; în etruscă: Easun) este un personaj din mitologia greacă, conducătorul argonauților. El este eroul care recuperează Lâna de Aur, fiind ajutat de vrăjitoarea Medeea, fiica regelui Eetes, domnitor al Colchidei, cu care se căsătorește mai târziu, după care o părăsește pentru fiica lui Creon, regele Corintului. Iason este fiul lui Eson, regele din Iolcos.